# Muriel Rochat Rienth
Muriel Rochat Rienth (Basilea, Suiza, 25 de marzo de 1971) es una flautista suiza  especializada en la flauta dulce.

## Biografía
Bisnieta del afamado pintor suizo Rodolphe- Théophile Bosshard (1889-1960), estudia flauta dulce en la prestigiosa Schola Cantorum Basiliensis con el profesor Michel Piguet, diplomándose como solista.
Es directora y fundadora del conjunto barroco La Tempesta Basel, junto con su marido, el tenor hispano-suizo Felix Rienth, con el que ha publicado dos CDs en el sello madrileño Enchiriadis: Cantatas y Sonatas de Johann Christoph Pepusch (2009) y, en 2014, las Cantatas y Sonatas de Telemann, CD elegido entre los “10 mejores discos del mes” de la revista RITMO (Madrid). 
Con su formación ha actuado en festivales de Suiza, Bélgica, Italia, España, Alemania, Francia y Austria.
En 2015 publica en el sello español Vanitas la integral de las Sonatas de Händel, disco enormemente elogiado por la prensa internacional y en 2018 las „Fantasías“ de Telemann para flauta sola.   
Muriel Rochat Rienth es profesora de flauta dulce del Conservatorio de Friburgo (Suiza). 

### Discografía selecta
- 2009 - J.C. Pepusch: Tenor Cantatas & Recorder Sonatas. Felix Rienth , tenor. La Tempesta Basel. Enchiriadis
- 2014 - Georg Philipp Telemann: Tenor Cantatas & Recorder Sonatas. Felix Rienth, tenor. La Tempesta Basel. Enchiriadis
- 2015 - Händel: Complete recorder sonatas. Muriel Rochat Rienth, flauta dulce - Andrés Alberto Gómez, cembalo. Vanitas
- 2018 – Telemann: 12 fantasías. Muriel Rochat Rienth, flautas dulces. Vanitas